# Отфрід Пройслер
Отфрід Пройслер (нім. Otfried Preußler; 20 жовтня 1923, Райхенберґ, Північна Богемія — 18 лютого 2013, Прін-ам-Кімзе, Німеччина) — німецький дитячий письменник, казкар, за національністю — лужичанин (лужицький серб). Найвідоміші твори: «Маленька Відьма», «Маленький Привид», «Маленький Водяник» та «Крабат, або Легенди старого млина».

## Життєпис
Отфрід Пройслер народився 20 жовтня 1923 року в Райхенберґу (Північна Богемія), в сім'ї вчителів. Батько його у вільний час захоплювався історією місцевого краю, збирав місцеві казки й перекази. Змалку Отфрід полюбив читати книжки та слухати казок. Одразу після випускних іспитів Пройслера під час другої світової війни покликано у вермахт і спрямовано на Східний фронт. 
У 1944 році лейтенант Пройслер потрапив у радянський полон, де і провів п'ять років. Повернувшись з полону, він одружився й вирішив стати вчителем. Щоб підтримати сім'ю, Пройслер працював репортером і писав оповідання для дитячих радіопередач. Завершивши освіту, він до 1970 року був учителем початкових класів. В 1956 році, після низки спроб, Отфрід Пройслер домігся першого успіху — вийшла його дебютна книжка — казка «Маленький водяник». В 1957 році світ побачила його найвідоміша книжка «Маленька Баба-яга» («Маленька відьма»). 
У 1962 році письменник опублікував казку «Розбійник Хотценплотц», що пізніше перетворилася на трилогію. Серед інших казково-фантастичних творів популярного німецького письменника — «Маленький привид» (1966), «Крабат» (1971), «Хербе Великий капелюх» (1981), «Гном Хербе та лісовик» (1986) тощо. Загалом на його ліку 32 книги, їх перекладено на 55 мов і відзначено низкою премій. Загальний наклад Пройслерових книжок, що випущено в усьому світі, сягає 55 млн. примірників.

## Українські переклади
- Водяничок: Казки. Для мол. шкіл. віку / Пер. з нім. В. Т. Василюка; Мал. С. Д. Кім. — К.: Веселка, 1981. — 176 с.
- Водяничок: Казки: Для мол. шк. віку/ Пер. з нім. та передм. В. Т. Василюка; Мал. С. Д. Кім. — 2-ге вид., доп. — К.: Веселка, 1992. — 284 с. — ISBN 5-301-01223-1.
- Маленька Баба-Яга: повість-казка: для мол. шк. віку / О. Пройслер; пер. О. І. Іванова; худож. М. І. Розенфельд. — Харків: Ранок-НТ, 2003. — 128 с. — ISBN 966-8082-24-9.
- Маленький Водяний / пер. укр. мов. О. Іванової; мал. С. Сеніної. — Харків: Ранок-НТ, 2003. — 127 с. — (Веселі пригоди).
- Крабат / пер. з нім. В. Василюк. — Л.: Кальварія, 2006. — 176 с. — ISBN 966-663-196-2.
- Мала Баба Яга: казка: для мол. шк. віку / пер. В. Василюк; худож. Ю. Славник. — К.: Махаон-Україна, 2007. — 112 с. — ISBN 966-605-765-4.
- Водяничок: повість-казка: для мол. шк. віку / пер. В. Василюк; худож. Ю. Славник. — К.: Махаон-Україна, 2009. — 104 с. — ISBN 978-966-605-944-7.
- Привиденя: повість-казка: для мол. шк. віку / пер. з нім. В. Василюка; худож. Ю. Сплавник. — К. : Махаон-Україна, 2009. — 112 с. — ISBN 978-966-605-874-7.
- Крабат / пер. з нім. Н. Ваховська. —  К.: Час майстрів, 2024. — 366 с. — ISBN 9786178253868.